# Eugène Ferron
Eugenius (Eugène) Ferron (Luxemburg-Stad, 24 februari 1840 – aldaar, 31 december 1903) was een Luxemburgs ingenieur en kunstschilder.

## Leven en werk
Eugène Ferron was een zoon van hoedenmaker Johann Baptist Ferron en Susanna Rosener. Hij bezocht het gymnasium (1854-1856) en het Athénée royal grand-ducal (1857-1861) in Luxemburg. Hij studeerde vervolgens aan de École des ponts et chaussées van de Universiteit Gent (1862-1867) en werd civiel ingenieur. Na zijn studie werd hij aan zijn voormalig atheneum aangesteld als professor in tekenen en hogere wiskunde (1867-1874). Van 1874 tot aan zijn overlijden was hij regeringscommissaris voor toezicht op de spoorwegen in het groothertogdom. Hij publiceerde over onder andere de exploitatie van spoorwegen, over architectuur, wiskundige en kosmogonische vraagstukken. Hij was lid van de wetenschappelijke afdeling van het Institut grand-ducal, de association des ingénieurs luxembourgeois, de société scientifique van Brussel en van de société d'astronomie de Belgique.
Naast zijn loopbaan hield Ferron zich bezig met tekenen en schilderen. Op het atheneum had hij les gehad van Jean-Baptiste Fresez, maar verder was hij als kunstenaar autodidact. Hij schilderde onder meer landschappen, zeezichten en bloemstukken en decoreerde daarnaast meubels.
Ferron overleed op 62-jarige leeftijd. In 1980 werd in galerie La Chapelle in Mondorf-les-Bains een retrospectief gehouden.

## Onderscheidingen
- Ridder in de Orde van de Eikenkroon (1890)
- Officier in de Kroonorde van Pruisen (1903)

## Enkele werken
Publicaties
- 1868: Les ombres de la niche (Applications de la Géométrie descriptive). Édition Rosbach.
- 1870: Einige Resultate der mathematischen Gewölbetheorie. Éd. Peter Brück.
- 1874: Mémoire sur le calcul et la construction des polygones réguliers. Éd. Victor Bück.
- 1876: Études analytiques sur l'effet mécanique des locomotives. Éd. Victor Bück.
- 1882: Die schiefen Gewölbe. Éd. Victor Bück.
- 1882: Nouveau système d'exposition du principe des vitesses virtuelles en mécanique. Éd. Victor Bück
- 1885: Mémoire exposant un essai de méthode nouvelle & directe pour établir les équations différentielles du mouvement vibratoire de la lumière dans les cristaux bi-réfringents. Ed. Victor Bück.
- 1891: Sur la température du globe terrestre. Parijs: Alphonse Picard.
- 1895: Les causes physiques de la dispersion de la lumière. Brussel: Polleunis en Ceuterick.

Schilderijen

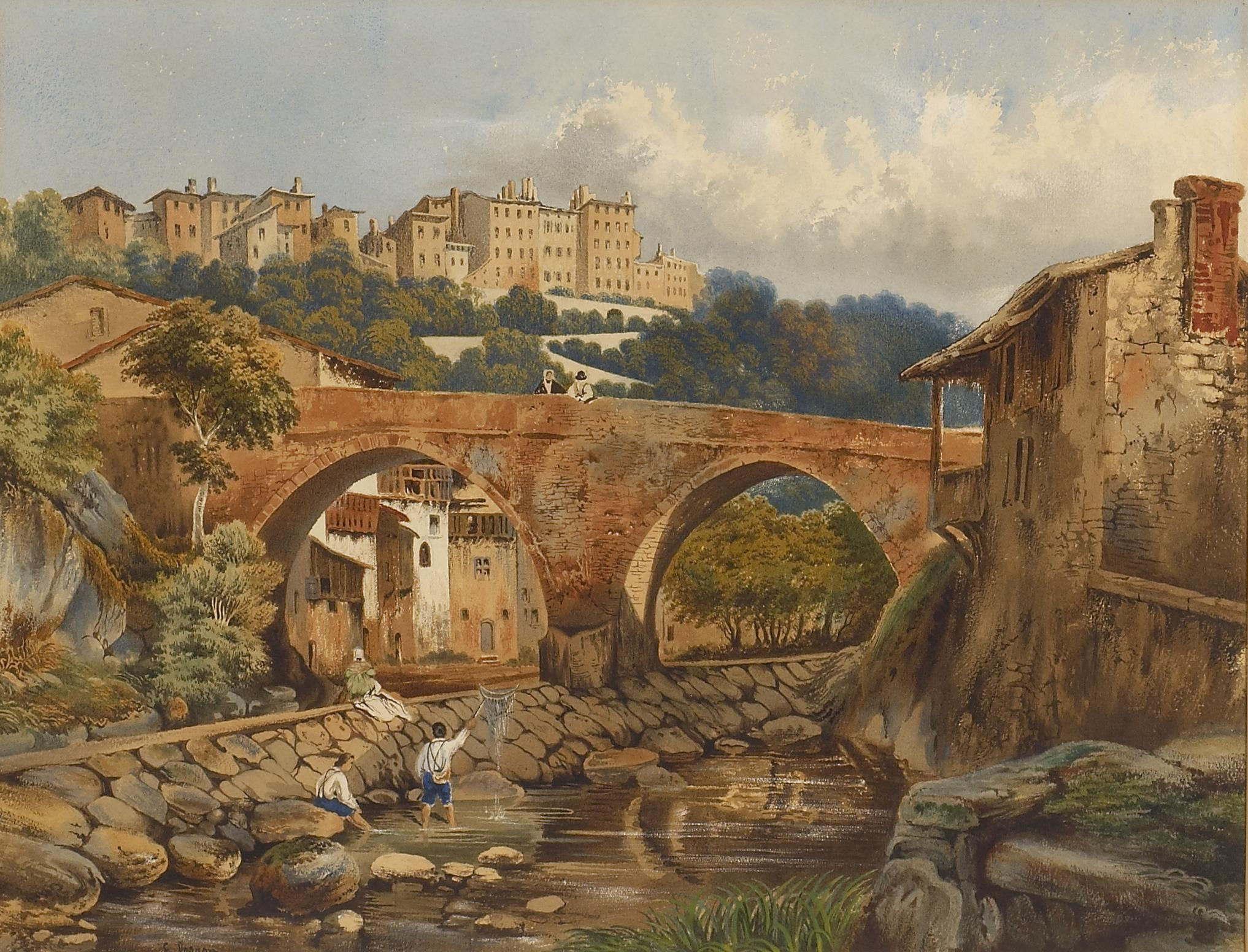
Italiaans landschap, collectie Musée national d'archéologie, d'histoire et d'art (MNAHA)
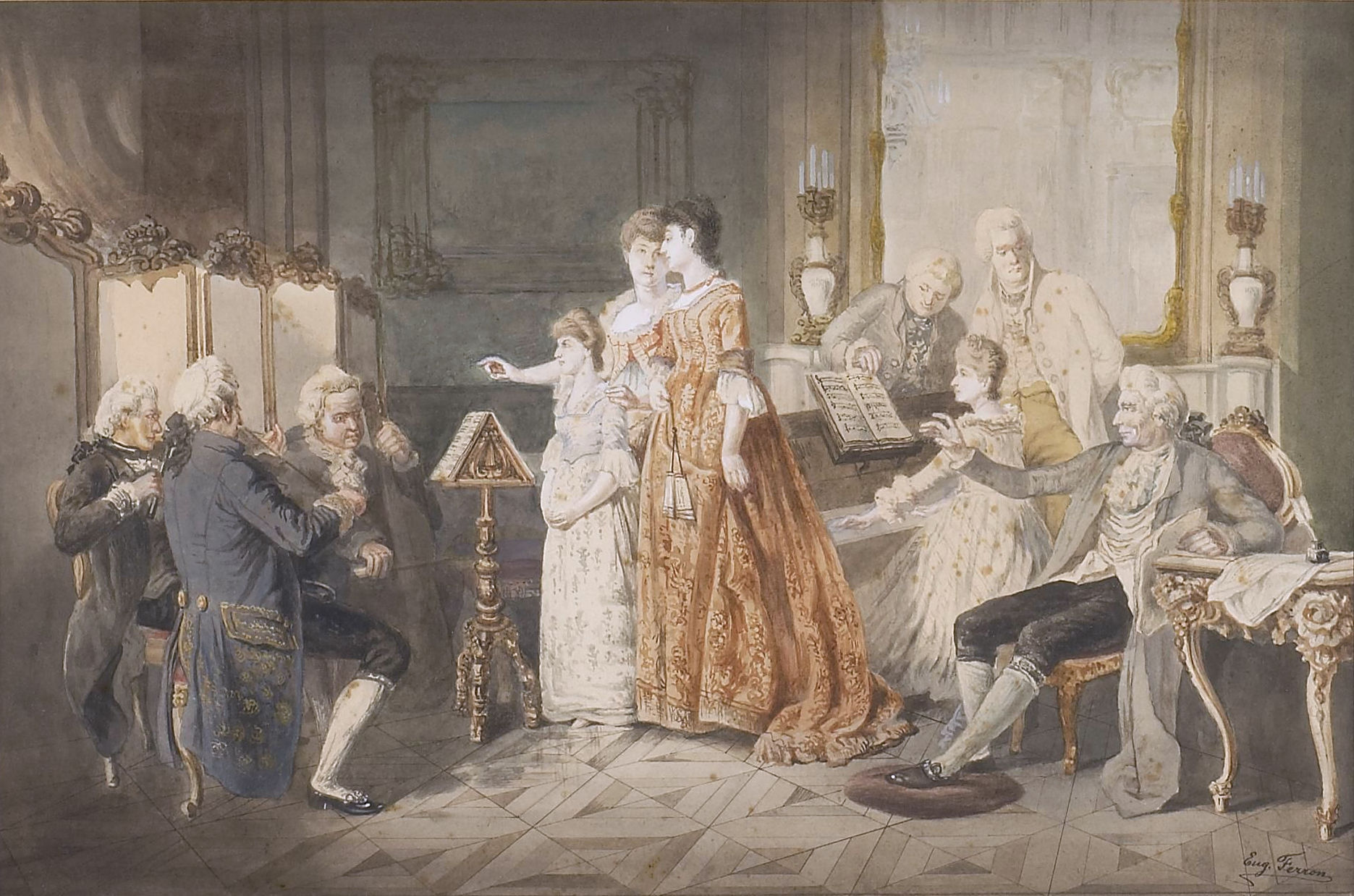
De muziekles, collectie MNAHA
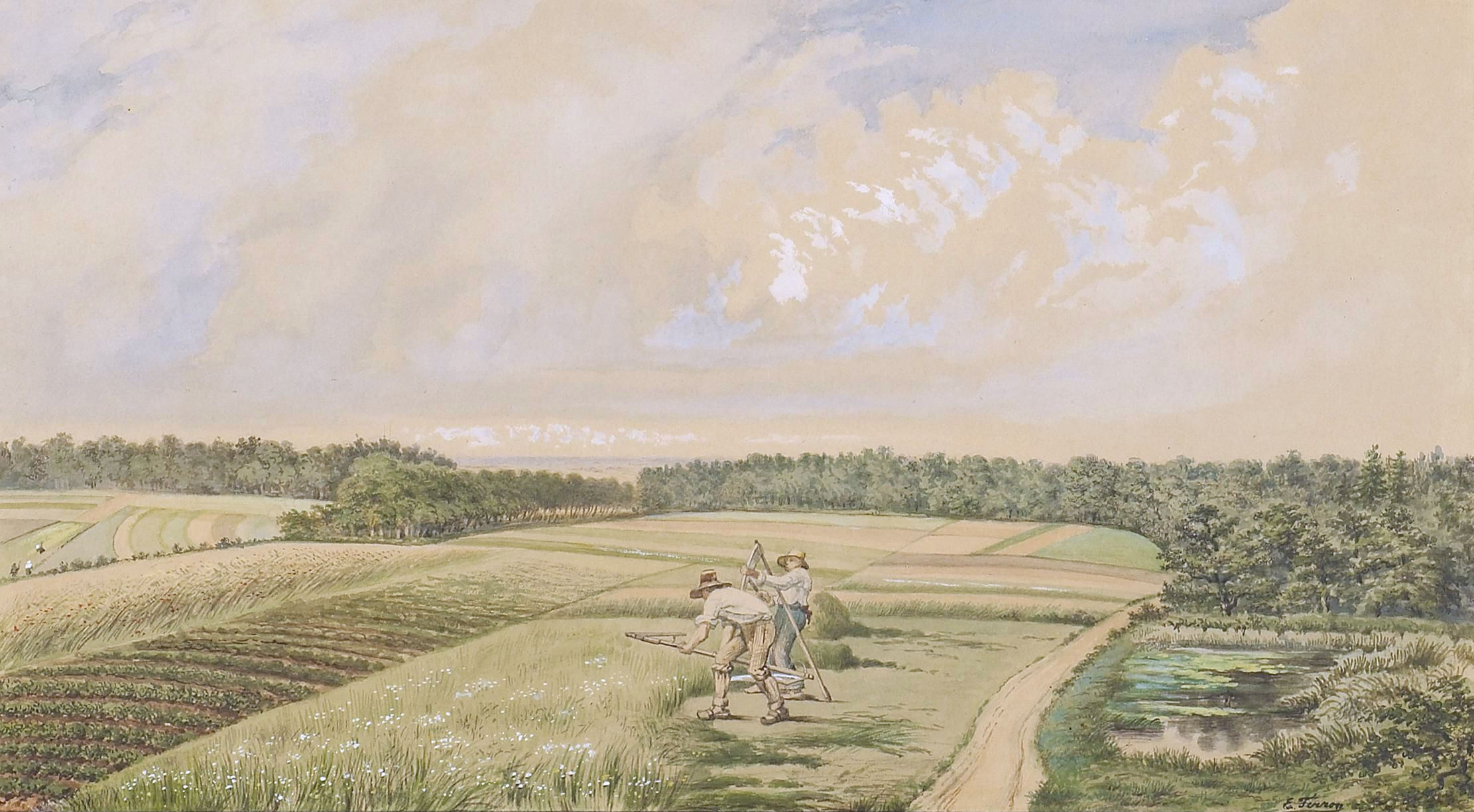
Oogst, collectie MNAHA

- Musée national d'archéologie, d'histoire et d'art: lkl006929